# Convocazioni alla Coppa panamericana femminile di pallavolo 2015
Elenco delle giocatrici convocate per la Coppa panamericana 2015.

## Argentina
| N° | Nome                   | Ruolo | Data di nascita   | Squadra             |
| -- | ---------------------- | ----- | ----------------- | ------------------- |
| -  | Guillermo Orduna       | All   | 24 agosto 1957    | -                   |
| 1  | Marianela Garbari      | L     | 13 novembre 1980  | Gimnasia La Plata   |
| 2  | Tanya Acosta           | S     | 11 marzo 1991     | Gimnasia La Plata   |
| 3  | Yamila Nizetich        | S     | 27 gennaio 1989   | Nilüfer             |
| 5  | Lucía Fresco           | O     | 14 maggio 1991    | Robur Tiboni Urbino |
| 8  | Sol Piccolo            | S     | 11 settembre 1996 | Vélez Sarsfield     |
| 9  | Clarisa Sagardía       | P     | 29 giugno 1989    | Vélez Sarsfield     |
| 10 | Emilce Sosa            | C     | 11 settembre 1987 | Rio do Sul          |
| 11 | Julieta Lazcano        | C     | 25 luglio 1989    | Istres              |
| 12 | Tatiana Rizzo          | L     | 30 dicembre 1986  | Boca Juniors        |
| 13 | Leticia Boscacci       | O     | 8 novembre 1985   | Kanti               |
| 14 | Josefina Fernández     | S     | 17 agosto 1991    | Gimnasia La Plata   |
| 15 | Patricia Oillataguerre | C     | 7 giugno 1988     | Viave               |
| 16 | Florencia Busquets     | C     | 27 giugno 1989    | Franches-Montagnes  |
| 18 | Yael Castiglione       | P     | 27 settembre 1985 | Rio do Sul          |

## Brasile
| N° | Nome              | Ruolo | Data di nascita   | Squadra        |
| -- | ----------------- | ----- | ----------------- | -------------- |
| -  | Maurício Thomas   | All   | -                 | -              |
| 1  | Drussyla Costa    | S     | 1º luglio 1996    | Rio de Janeiro |
| 2  | Lana Conceição    | S     | 8 dicembre 1996   | Cascavel       |
| 4  | Ariane Pinto      | O     | 27 gennaio 1996   | Bradesco       |
| 5  | Laiza Ferreira    | C     | 18 febbraio 1996  | Cascavel       |
| 6  | Gabriela Dutra    | S     | 22 maggio 1996    | Cascavel       |
| 8  | Karoline Tórmena  | S     | 21 marzo 1996     | Minas          |
| 11 | Lorenne Teixeira  | O     | 8 gennaio 1996    | Pinheiros      |
| 12 | Thaís de Oliveira | P     | 1º aprile 1996    | Cascavel       |
| 13 | Laís Vasques      | L     | 12 febbraio 1996  | Minas          |
| 14 | Lyara Medeiros    | P     | 19 settembre 1996 | Bradesco       |
| 15 | Priscila Késsia   | S     | 22 ottobre 1997   | Bradesco       |
| 16 | Gabriella Rocha   | C     | 15 maggio 1997    | Bradesco       |
| 18 | Érica Lima        | L     | 21 maggio 1996    | Bradesco       |
| 19 | Marcella Amaral   | C     | 2 aprile 1996     | Pinheiros      |

## Canada
| N° | Nome                     | Ruolo | Data di nascita   | Squadra            |
| -- | ------------------------ | ----- | ----------------- | ------------------ |
| -  | Arnd Ludwig              | All   | 15 gennaio 1967   | -                  |
| 1  | Janie Guimond            | L     | 11 aprile 1984    | Canada             |
| 3  | Brittney Page            | O     | 4 febbraio 1984   | Sichuan            |
| 4  | Kyla Richey              | S     | 20 giugno 1989    | Vilsbiburg         |
| 5  | Danielle Smith           | P     | 29 aprile 1990    | Vilsbiburg         |
| 7  | Marie-Pier Murray-Méthot | S     | 23 marzo 1986     | Franches-Montagnes |
| 8  | Jaimie Thibeault         | C     | 23 settembre 1989 | Legionovia         |
| 9  | Tabitha Love             | O     | 11 settembre 1991 | Azəryol            |
| 12 | Jennifer Cross           | C     | 4 luglio 1992     | Engelholms         |
| 13 | Lucille Charuk           | C     | 13 agosto 1989    | Fischbek           |
| 19 | Jennifer Lundquist       | P     | 10 settembre 1991 | Fischbek           |
| 23 | Michaela Reesor          | S     | 2 marzo 1993      | Samford            |
| 25 | Shainah Joseph           | O     | 15 maggio 1995    | Florida            |

## Colombia
| N° | Nome                  | Ruolo | Data di nascita   | Squadra         |
| -- | --------------------- | ----- | ----------------- | --------------- |
| -  | Eduardo Guillaume     | All   | -                 | -               |
| 1  | Paola Ampudia         | O     | 5 agosto 1988     | Túpac Amaru     |
| 2  | Yeisy Soto            | C     | 7 aprile 1996     | Bolívar         |
| 3  | Dayana Segovia        | L     | 24 marzo 1996     | Valle del Cauca |
| 4  | Gabriela Coneo        | O     | 4 maggio 1993     | Bolívar         |
| 5  | Oriana Guerrero       | S     | 5 maggio 1994     | Bolívar         |
| 6  | Manuela Vargas        | P     | 13 settembre 1996 | Antioquia       |
| 7  | Libys Marmolejo       | C     | 9 maggio 1992     | Antioquia       |
| 10 | Diana Arrechea        | S     | 14 settembre 1994 | Valle del Cauca |
| 12 | Ivonne Montaño        | C     | 12 novembre 1995  | Potsdam         |
| 13 | Camila Gómez          | L     | 6 luglio 1995     | Valle del Cauca |
| 15 | María Alejandra Marín | P     | 4 novembre 1995   | Bolívar         |
| 18 | Cindy Ramírez         | C     | 6 maggio 1989     | Valle del Cauca |
| 19 | Margarita Martínez    | S     | 19 maggio 1995    | Valle del Cauca |
| 20 | Amanda Coneo          | S     | 20 dicembre 1996  | Bolívar         |

## Costa Rica
| N° | Nome                  | Ruolo | Data di nascita   | Squadra       |
| -- | --------------------- | ----- | ----------------- | ------------- |
| -  | Braulio Godínez       | All   | -                 |               |
| 2  | Mónica Picado         | P     | 10 gennaio 1994   | Santa Bárbara |
| 3  | Viviana Murillo       | L     | 6 febbraio 1992   | Santa Bárbara |
| 4  | Melissa Rodríguez     | C     | 2 settembre 1997  | San José      |
| 8  | Marcela Araya         | S     | 24 settembre 1992 | San José      |
| 12 | Tatiana Sayles        | O     | 1º agosto 1997    | San José      |
| 14 | Irene Fonseca         | P     | 10 ottobre 1985   | UNED          |
| 16 | Mijal Hines           | C     | 15 dicembre 1993  | Goicoechea    |
| 17 | María Fernanda Alfaro | C     | 24 luglio 1996    | UNA           |
| 18 | Evelyn Sibaja         | S     | 5 febbraio 1993   | Santa Bárbara |
| 20 | Valeria Campos        | C     | 20 gennaio 1995   | Santa Bárbara |
| 21 | Mónica Castro         | O     | 5 gennaio 1996    | San José      |
| 25 | Marie Hadar           | C     | 2 febbraio 1992   | Grand View    |

## Cuba
| N° | Nome             | Ruolo | Data di nascita  | Squadra       |
| -- | ---------------- | ----- | ---------------- | ------------- |
| -  | Roberto García   | All   |                  |               |
| 2  | Regla Gracia     | S     | 28 giugno 1993   | Camagüey      |
| 3  | Alena Rojas      | C     | 9 agosto 1992    | Ciudad Habana |
| 4  | Melissa Vargas   | O     | 16 ottobre 1999  | Cienfuegos    |
| 5  | Yamila Hernández | P     | 8 novembre 1992  | Ciudad Habana |
| 6  | Daimara Lescay   | C     | 5 settembre 1992 | Guantánamo    |
| 10 | Emily Borrell    | L     | 19 febbraio 1992 | Villa Clara   |
| 11 | Gretell Moreno   | P     | 30 gennaio 1998  | Granma        |
| 14 | Dayami Sánchez   | S     | 14 marzo 1994    | Ciudad Habana |
| 15 | Beatríz Vilches  | P     | 29 gennaio 1995  | Cienfuegos    |
| 17 | Heidy Casanova   | C     | 6 novembre 1998  | Ciudad Habana |
| 18 | Sulian Matienzo  | S     | 14 dicembre 1994 | Ciudad Habana |
| 19 | Jennifer Álvarez | P     | 19 novembre 1993 | Cienfuegos    |

## Messico
| N° | Nome                     | Ruolo | Data di nascita   | Squadra         |
| -- | ------------------------ | ----- | ----------------- | --------------- |
| -  | Jorge Azair              | All   | -                 | -               |
| 1  | Gema León                | C     | 11 marzo 1991     | Nuevo León      |
| 2  | Lizeth López             | L     | 14 maggio 1990    | Baja California |
| 3  | Grecia Rivera            | S     | 8 giugno 1992     | Chihuahua       |
| 5  | Andrea Rangel            | O     | 19 maggio 1993    | Nuevo León      |
| 7  | Karina Flores            | C     | 16 agosto 1998    | Nuevo León      |
| 8  | Dulce Carranza           | C     | 29 giugno 1990    | Nuevo León      |
| 9  | Alejandra Segura         | S     | 9 novembre 1993   | Nuevo León      |
| 10 | Lizbeth Sainz            | S     | 14 dicembre 1995  | Baja California |
| 13 | Mónica Moreno            | C     | 27 aprile 1995    | Nuevo León      |
| 18 | Jazmin Hernández         | P     | 18 settembre 1989 | Nuevo León      |
| 19 | María Fernanda Rodríguez | O     | 23 giugno 1997    | Nuevo León      |
| 25 | Sashiko Sanay            | P     | 13 maggio 1995    | Baja California |

## Perù
| N° | Nome               | Ruolo | Data di nascita   | Squadra           |
| -- | ------------------ | ----- | ----------------- | ----------------- |
| -  | Mauro Marasciulo   | All   | 21 agosto 1962    | -                 |
| 2  | Mirtha Uribe       | C     | 12 marzo 1985     | Alianza Lima      |
| 3  | Carla Rueda        | S     | 19 aprile 1990    | Azərreyl          |
| 6  | Alexandra Muñoz    | P     | 16 agosto 1992    | César Vallejo     |
| 7  | Susan Egoavil      | L     | 16 gennaio 1988   | Sporting Cristal  |
| 8  | Maguilaura Frías   | O     | 18 maggio 1997    | San Martín        |
| 9  | Raffaella Camet    | O     | 14 settembre 1992 | Sporting Cristal  |
| 10 | Zoila La Rosa      | P     | 31 maggio 1990    | San Martín        |
| 11 | Clarivett Yllescas | C     | 11 agosto 1993    | César Vallejo     |
| 12 | Ángela Leyva       | S     | 22 novembre 1996  | San Martín        |
| 13 | Ginna López        | C     | 28 maggio 1994    | Alianza Lima      |
| 14 | Andrea Urrutia     | C     | 31 maggio 1997    | San Martín        |
| 15 | Karla Ortiz        | S     | 20 ottobre 1991   | Maccabi Haifa     |
| 16 | María Acosta       | L     | 25 maggio 1992    | Deportivo Géminis |
| 18 | Coraima Gómez      | S     | 9 agosto 1996     | Alianza Lima      |

## Porto Rico
| N° | Nome               | Ruolo | Data di nascita   | Squadra               |
| -- | ------------------ | ----- | ----------------- | --------------------- |
| -  | José Mieles        | All   | 2 giugno 1977     | Leonas de Ponce       |
| 3  | Vilmarie Mojica    | P     | 13 agosto 1985    | Valencianas de Juncos |
| 4  | Raymariely Santos  | P     | 13 aprile 1992    | Leonas de Ponce       |
| 6  | Yarimar Rosa       | S     | 20 giugno 1988    | Valencianas de Juncos |
| 7  | Stephanie Enright  | S     | 15 dicembre 1990  | Criollas de Caguas    |
| 9  | Áurea Cruz         | S     | 10 gennaio 1982   | Rabitə Baku           |
| 12 | Jetzabel Del Valle | C     | 19 dicembre 1979  | Leonas de Ponce       |
| 13 | Shirley Ferrer     | O     | 23 giugno 1991    | Lancheras de Cataño   |
| 14 | Natalia Valentín   | P     | 12 settembre 1989 | Leonas de Ponce       |
| 16 | Alexandra Oquendo  | C     | 3 febbraio 1984   | Leonas de Ponce       |
| 17 | Sheila Ocasio      | C     | 7 novembre 1982   | Valencianas de Juncos |
| 23 | Pilar Victoriá     | S     | 11 ottobre 1995   | Texas                 |
| 25 | Nayka Benítez      | L     | 8 febbraio 1989   | Leonas de Ponce       |

## Rep. Dominicana
| N° | Nome              | Ruolo | Data di nascita   | Squadra            |
| -- | ----------------- | ----- | ----------------- | ------------------ |
| -  | Marcos Kwiek      | All   | -                 | -                  |
| 2  | Winifer Fernández | L     | 6 gennaio 1995    | Telekom Baku       |
| 3  | Lisvel Eve        | C     | 10 settembre 1991 | Mirador            |
| 4  | Marianne Fersola  | C     | 19 gennaio 1992   | Mirador            |
| 5  | Brenda Castillo   | L     | 5 gennaio 1992    | Rabitə Baku        |
| 7  | Niverka Marte     | P     | 19 ottobre 1990   | Mirador            |
| 9  | Cindy Rondón      | C     | 12 novembre 1987  | Rep. Dominicana    |
| 12 | Rosalín Ángeles   | P     | 23 luglio 1985    | Deportivo Nacional |
| 13 | Erasma Moreno     | S     | 25 novembre 1991  | Mirador            |
| 14 | Prisilla Rivera   | S     | 29 dicembre 1984  | Bursa BB           |
| 16 | Yonkaira Peña     | S     | 10 maggio 1993    | Bursa BB           |
| 17 | Gina Mambrú       | O     | 21 gennaio 1986   | Beşiktaş           |
| 19 | Ana Binet         | L     | 9 febbraio 1992   | Mirador            |
| 20 | Brayelin Martínez | S     | 11 settembre 1996 | Mirador            |

## Stati Uniti
| N° | Nome                | Ruolo | Data di nascita   | Squadra        |
| -- | ------------------- | ----- | ----------------- | -------------- |
| -  | David Hunt          | All   | -                 | -              |
| 2  | Oyinkansola Ajanaku | C     | 26 dicembre 1993  | Stanford       |
| 4  | Lauren Paolini      | C     | 22 agosto 1987    | Hitachi Rivale |
| 5  | Cassidy Lichtman    | S     | 25 maggio 1989    | Le Cannet      |
| 9  | Kristin Richards    | S     | 30 giugno 1985    | Fenerbahçe     |
| 10 | Natalie Hagglund    | L     | 1º luglio 1992    | Volero Zurigo  |
| 13 | Cursty Jackson      | C     | 11 settembre 1990 | Dresdner       |
| 16 | Michelle Bartsch    | S     | 12 febbraio 1990  | Dresdner       |
| 17 | Alexandra Klineman  | S     | 30 dicembre 1989  | AGIL           |
| 18 | Hayley Hodson       | S     | 8 settembre 1996  | Stati Uniti    |
| 20 | Jenna Hagglund      | P     | 28 maggio 1989    | Impel          |
| 23 | Carli Lloyd         | P     | 6 agosto 1989     | Lokomotiv Baku |
| 24 | Krista Vansant      | S     | 31 marzo 1993     | Washington     |

## Uruguay
| N° | Nome              | Ruolo | Data di nascita   | Squadra            |
| -- | ----------------- | ----- | ----------------- | ------------------ |
| -  | Yamandú Peralta   | All   | -                 | -                  |
| 2  | Sabrina Olave     | P     | 30 settembre 1987 | Náutico Montevideo |
| 5  | Eugenia Alcaraz   | P     | 20 dicembre 1995  | Náutico Montevideo |
| 6  | Paula Mattos      | O     | 6 settembre 1996  | Náutico Montevideo |
| 9  | Candela Poncet    | P     | 18 aprile 1999    | Neptuno Montevideo |
| 10 | Florencia Suárez  | C     | 5 gennaio 1998    | Náutico Montevideo |
| 12 | Sofía Neves       | O     | 29 agosto 1997    | Ferreira La Paz    |
| 15 | Eugenia Méndez    | L     | 15 aprile 1997    | Ferreira La Paz    |
| 16 | Gabriela Talmon   | S     | 5 febbraio 1998   | Ferreira La Paz    |
| 17 | Florencia Tucuna  | C     | 11 agosto 1998    | Náutico Montevideo |
| 18 | Camila Bausero    | S     | 2 giugno 1999     | Náutico Montevideo |
| 19 | Giuliana Píriz    | C     | 1º ottobre 1996   | BPS Montevideo     |
| 20 | Cynthia Schneider | S     | 31 gennaio 1989   | Club Olimpia       |